# Partit Socialdemòcrata d'Esquerra de Suècia (1921)
El Partit Socialdemòcrata d'Esquerra de Suècia (en suec: Sverges Socialdemokratiska Vänsterparti, SSV) va ser un partit polític d'esquerres creat el 1921 com a conseqüència de divisions internes entre els socialistes suecs.
Quan el Partit original fundat al 1917 va aprovar les 21 tesis de la Internacional Comunista i, en fer-ho, va modificar el seu nom a Partit Comunista de Suècia (SKP) el 1921, una minoria contrària a la Komintern va ser expulsada, creant el seu propi SSV al 1921 i escollint a Ivar Vennerström com a líder. El Västerbottens Folkblad, un diari publicat a Umeå, era aleshores una publicació d'aquesta tendència. Posteriorment, participaria en dues eleccions, les parlamentàries del mateix any, obtenint 6 escons (per contra dels 7 dels comunistes) i les eleccions municipals de 1922.
El SSV participaria de la Unió de Partits Socialistes per l'Acció Internacional, anomenada Internacional de Viena, una plataforma que pretenia agrupar als partits partidaris d'una via intermèdia entre la Segona Internacional i la Komintern. Tanmateix, al 1923 s'impulsaria la fusió entre aquesta i la Segona Internacional, creant la Internacional Obrera i Socialista. Seguint aquesta línia i les integracions de moltes d'aquestes organitacions en els partits socialdemòcrates dels respectius països, el SSV ja al novembre de 1922 debatria fusionar-se amb els Socialdemòcrates, fent-ho efectiu durant la primera meitat de 1923.

## Resultats electorals
| Any  | Líder            | Vots   | %    | Escons  | +/- |
| ---- | ---------------- | ------ | ---- | ------- | --- |
| 1921 | Ivar Vennerström | 56,241 | 3.23 | 6 / 230 | Nou |

## Membres del parlament

#### Primera Cambra
- Carl Lindhagen
- Ernst Åström

#### Segona Cambra
- Ernst Hage
- Carl Oscar Johansson
- Elof Lindberg
- Oscar Lövgren
- Fabian Månsson
- Ivar Vennerström